# Ratpenat orellut californià
El ratpenat orellut californià (Macrotus californicus) és una espècie de ratpenat que viu a Mèxic i als Estats Units.
Habita el desert.